# بقعه (یمن)
 بقعه  به عربی ( الُبقعُة )، روستایی است در دهستان کُسْمة از توابع استان رَیمه در کشور یمن در شبه جزیره عربستان. 

## جمعیت
جمعیت آن (۷۰) نفر (۶ خانوار) می‌باشد.